# Knut-Erik-Jensen-Statue

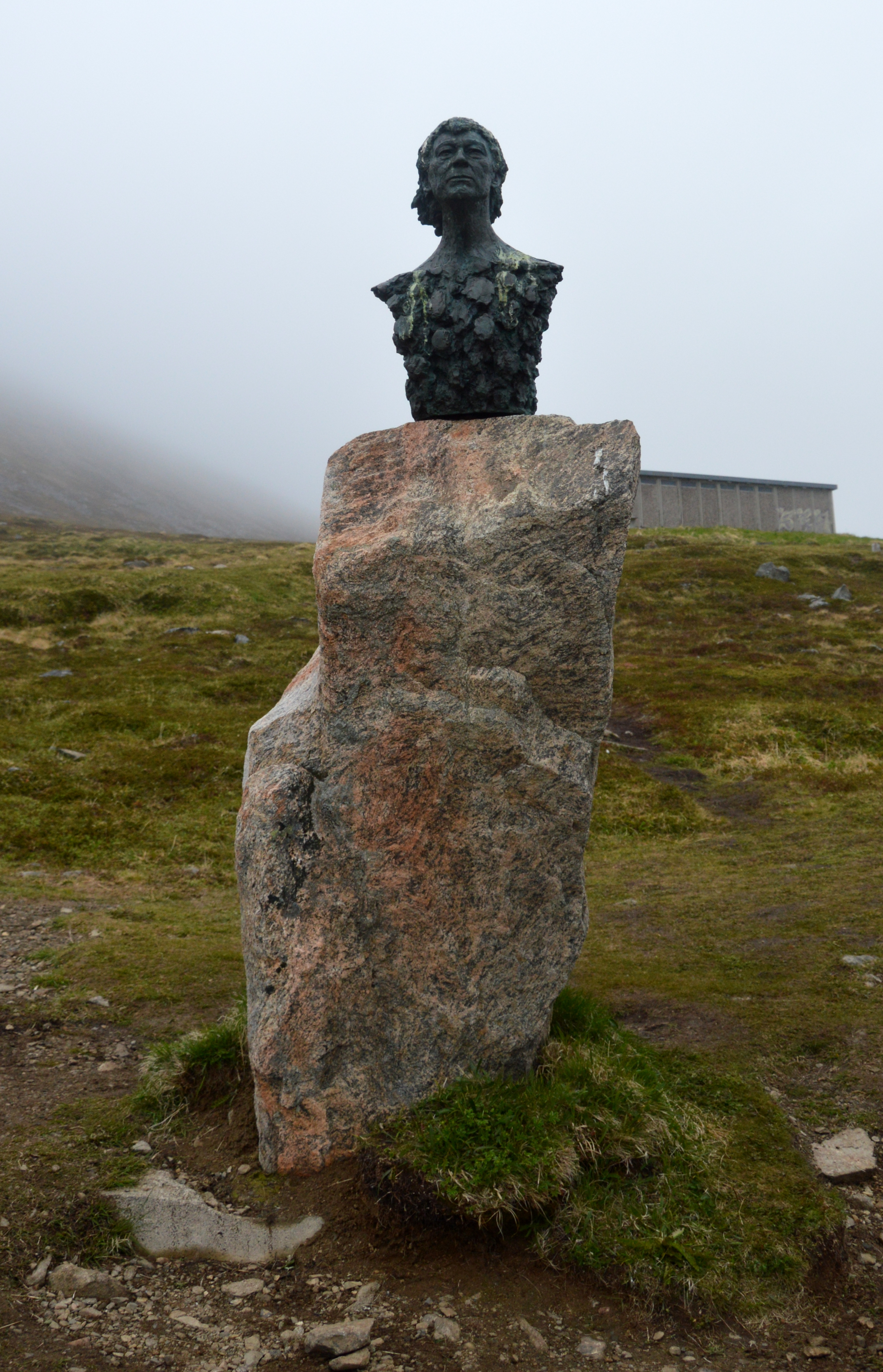
Knut-Erik-Jensen-Statue

Die Knut-Erik-Jensen-Statue ist eine Statue in der norwegischen Stadt Honningsvåg in der Gemeinde Nordkapp. Sie wurde zu Ehren des in Honningsvåg geborenen norwegischen Regisseurs Knut Erik Jensen errichtet.
Die Statue steht östlich oberhalb des Ortes auf einem Berghang. Südöstlich erstrecken sich die Reste eines alten Friedhofs.
Die Statue besteht aus einer auf einem Findling platzierten, Jensen darstellenden Büste. Sie wurde von Odin Øistad geschaffen und am 17. September 2005 aufgestellt. Die Einweihung erfolgte durch den Bürgermeister Ulf Syversen.